# سيرا دا رايز
سيرا دا رايز بلدية في ولاية بارايبا في المنطقة الشمالية الشرقية من البرازيل.